# Терехов, Виктор Никитович
Виктор Никитович Терехов — советский хозяйственный, государственный и политический деятель, Герой Социалистического Труда.

## Биография
Родился в 1938 году в деревне Жуковщино. Член КПСС с 1961 года.
С 1962 года — на хозяйственной, общественной и политической работе. В 1962—1998 гг. — горнорабочий очистного забоя шахты «Углерод» Ростовской области, испытатель двигателей Ярославского моторного завода производственного объединения «Автодизель» Министерства автомобильной промышленности СССР.
За инициативу в развитии соцсоревнования за наиболее эффективное освоение производственных мощностей был в составе коллектива удостоен Государственной премии СССР за выдающиеся достижения в труде 1976 года.
Указом Президиума Верховного Совета СССР от 16 мая 1983 года присвоено звание Героя Социалистического Труда с вручением ордена Ленина и золотой медали «Серп и Молот».
Избирался членом Ярославского обкома КПСС и трижды — депутатом Ярославского городского совета.
Живёт в Ярославле.